# مارتن لارسون
مارتن لارسون (بالسويدية: Martin Larsson)‏ هو متزحلق سويدي، ولد في 27 مارس 1979 في السويد.

## وصلات خارجية
- مارتن لارسون على موقع الاتحاد الدولي للتزلج (التزلج الريفي) (الإنجليزية)